# Frecce Tricolori

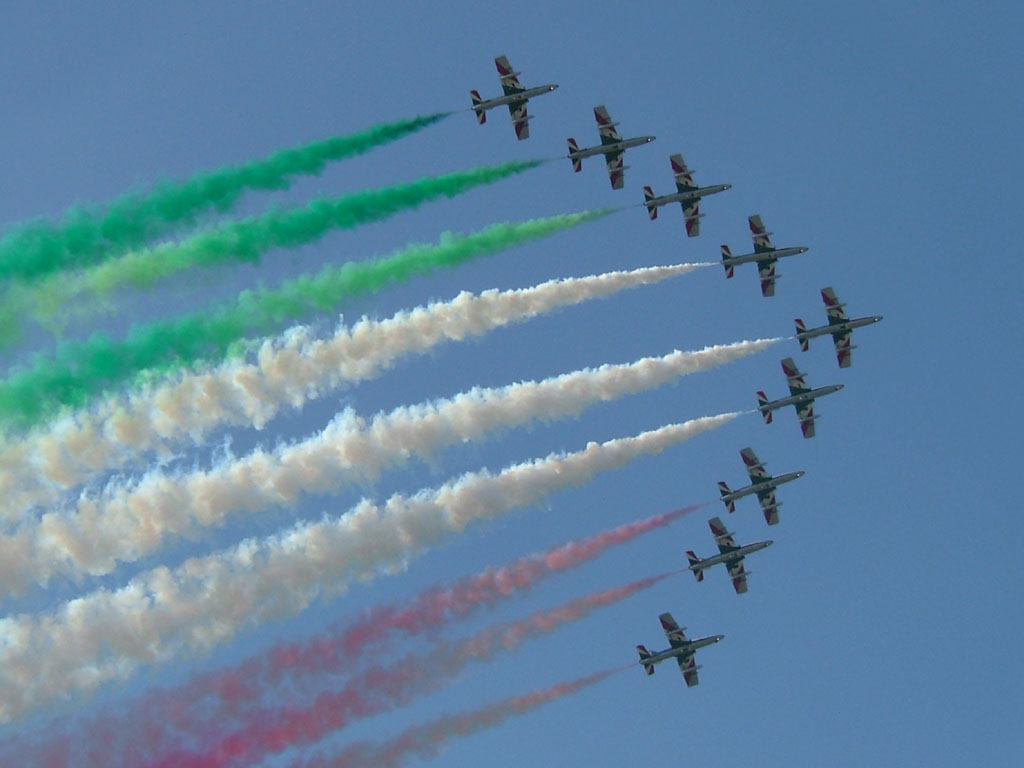
Negen van de tien vliegtuigen in V-formatie met de gekleurde rook waaraan het team meteen te herkennen valt.

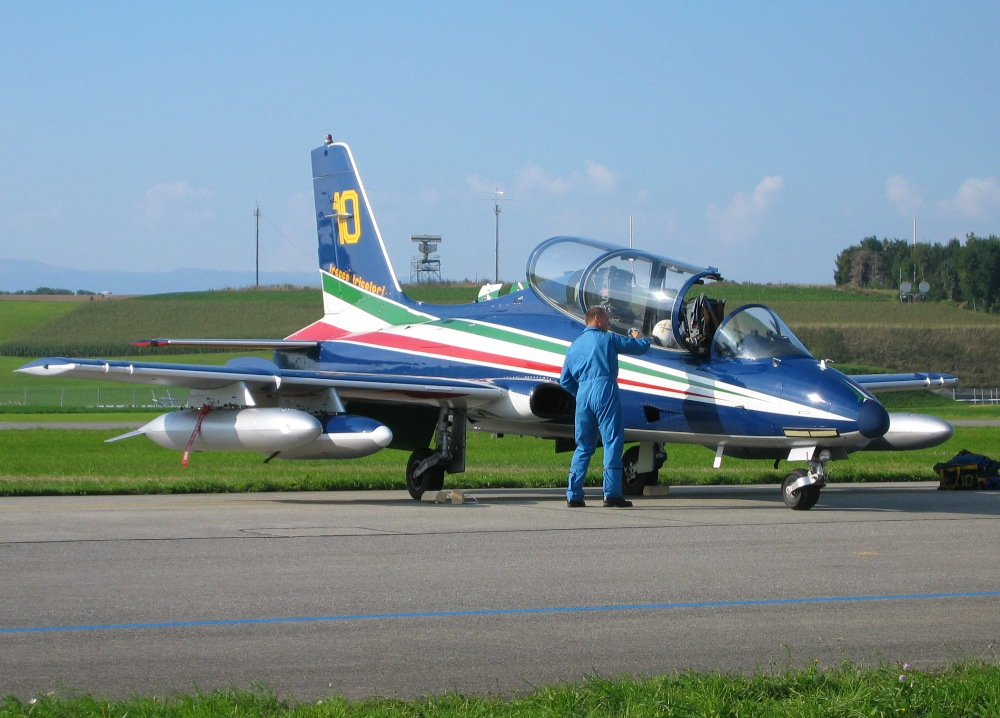
Aermacchi MB 339

Le Frecce Tricolori (Italiaans voor de driekleurige pijlen), of 313e aerobatisch trainingssquadron is het demonstratieteam van de Italiaanse luchtmacht.

## Geschiedenis
Het team werd opgericht in 1961 en stond toentertijd onder leiding van majoor Mario Squarcina. Er werd met zes F-86E Sabres gevlogen, deze vliegtuigen werden gebruikt als onderscheppingsvliegtuig bij de Italiaanse luchtmacht. In 1962 werd dit al uitgebreid naar negen toestellen. Het jaar daarop stapte het team over op de Fiat G.91 waarna in 1965 een tiende vliegtuig aan het team toegevoegd werd.
In 1983 stapte het team over op de Aermacchi MB-339 straaltrainer, die tot op dit moment nog steeds gebruikt wordt. Dit toestel kan het 313e squadron in geval van nood ook inzetten als licht grondaanvalsvliegtuig.
Het team is gestationeerd op de vliegbasis Rivolto bij Codroipo in de Italiaanse provincie Udine.

### Vliegtuigongeluk 1988
Het dieptepunt voor het team was het vliegtuigongeluk op Vliegbasis Ramstein op 28 augustus 1988. Hierbij kwamen drie teamleden en 67 toeschouwers om het leven. Sindsdien heeft het team zich echter hersteld van deze ramp en geeft het jaarlijks ongeveer 40 demonstraties over de hele wereld.

### Vliegtuigongeluk 2023
Op 16 september 2023 vloog het team nabij het vliegveld van Turijn, waar het later die dag aan een vliegshow zou meedoen. Een van de toestellen verloor hoogte en de piloot moest zichzelf in veiligheid brengen met zijn schietstoel. Het toestel stortte neer en hierbij werd een auto geraakt op een weg die naast het vliegveld loopt. Een van de inzittenden, een 5-jarig meisje, kwam hierbij om het leven.